# ليوناردو أراوجو
ليوناردو ناسيمينتو دي أراوجو (بالبرتغالية: Leonardo Nascimento de Araújo‏) المعروف (بـ: ليوناردو)، من (مواليد 5 سبتمبر 1969) في (نيتيروي، البرازيل)، وهو أحد اللاعبين الحائزين على كأس العالم 1994 مع منتخب البرازيل لكرة القدم. في يوليو 2018، تم تعيين ليوناردو مديرا رياضيا لنادي إي سي ميلان الإيطالي.

## مسيرته الإحترافية
بدأ ليوناردو مسيرته الكروية مع نادي فلامنغو البرازيلي في عام 1987، وقد حصل على الفرصة للعب مع نجمه المفضل زيكو، ولعب معه أيضا بيبيتو، وقد كان أحد العوامل المهمة في الفوز ببطولة البرازيل في عام 1990، وفي عام 1990 وقع ليوناردو عقدا مع نادي ساو باولو، ليلعب مع الموهبة البرازيلية الشابة راي، وفي عام 1991 استطاع نادي ساو باولو بأن يفوز بلقب البطولة البرازيلية، مما أدى إلى لفت أنظار الأندية الأوروبية، فضمه نادي فالنسيا الإسباني، وبعد موسم واحد مع نادي فالنسيا عاد إلى البرازيل، وبالتحديد في ناديه السابق نادي ساو باولو، وفي عام 1994 انتقل ليوناردو إلى كاشيما إنتلرز الياباني، ولعب له لمدة موسمين، وفي عام 1996 انتقل إلى باريس سان جيرمان الفرنسي، وفي عام 1997 انتقل إلى نادي إيه سي ميلان الإيطالي، وقد لعب مع إيه سي ميلان أربعة مواسم، ولكن الإصابات لم تتركه، وفي عام 2001 انتقل إلى نادي ساو باولو وبعدها إلى نادي فلامنغو، واختتم ليوناردو مسيرته في عالم كرة القدم في نادي إيه سي ميلان بموسم 2002/2003.

## مسيرته مع المنتخب
لعب ليوناردو مع منتخب البرازيل لكرة القدم 60 مباراة دولية وسجل فيها 8 أهداف، واستطاع أن يحقق العديد من الإنجازات مع المنتخب، ففاز في كأس العالم 1994، وفاز بكأس كوبا أمريكا 1997، وفاز بكأس القارات 1997، وحصل على المركز الثاني في كأس العالم 1998.

## مسيرته التدريبية
في عام 2009 تولى تدريب نادي إيه سي ميلان ولموسم واحد فقط.
في عام 2010 تولى تدريب نادي إنتر ميلان ولموسم واحد فقط.

## روابط خارجية
- ليوناردو أراوجو على موقع الاتحاد الدولي (مؤرشف)  (الإنجليزية)
- ليوناردو أراوجو على موقع الاتحاد الأوربي (الإنجليزية)
- ليوناردو أراوجو على موقع رابطة كرة القدم اليابانية للمحترفين (اليابانية)
- ليوناردو أراوجو على موقع رابطة كرة القدم الفرنسية للمحترفين (الإنجليزية)
- ليوناردو أراوجو على موقع قاعدة بيانات كرة القدم.إي يو (الإنجليزية)
- ليوناردو أراوجو على موقع ليكيب (الفرنسية)
- ليوناردو أراوجو على موقع ناشيونال فوتبول تيمز (الإنجليزية)
- ليوناردو أراوجو على موقع Soccerbase.com (لاعب) (الإنجليزية)
- ليوناردو أراوجو على موقع Soccerway.com (الإنجليزية)
- ليوناردو أراوجو على موقع عالم كرة القدم.نت (الإنجليزية)